# Candelaria, Nevada
Candelaria, Nevada, amerikansk gruvstad, grundad 1865. Under sin storhetstid hade staden postkontor, två hotel, elva barer (saloons), en skola, två tidningar och flera andra verksamheter, men ingen kyrka. Stadens gruva producerade under åren silver till ett värde av 33 miljoner dollar. 1885 drogs järnvägen fram till Candelaria.
Ett stort problem för staden var att den låg mitt ute i öknen, närmaste vattendrag fanns ca 15 km bort, och vattnet måste hämtas med hjälp av åsnor. Under de första sjutton åren av stadens existens kostade en gallon vatten 1 dollar, mer än whiskey.
Numera är Candelaria en spökstad.
I staden föddes 1888 affärsmannen James E. Casey, grundare av transportföretaget United Parcel Service.

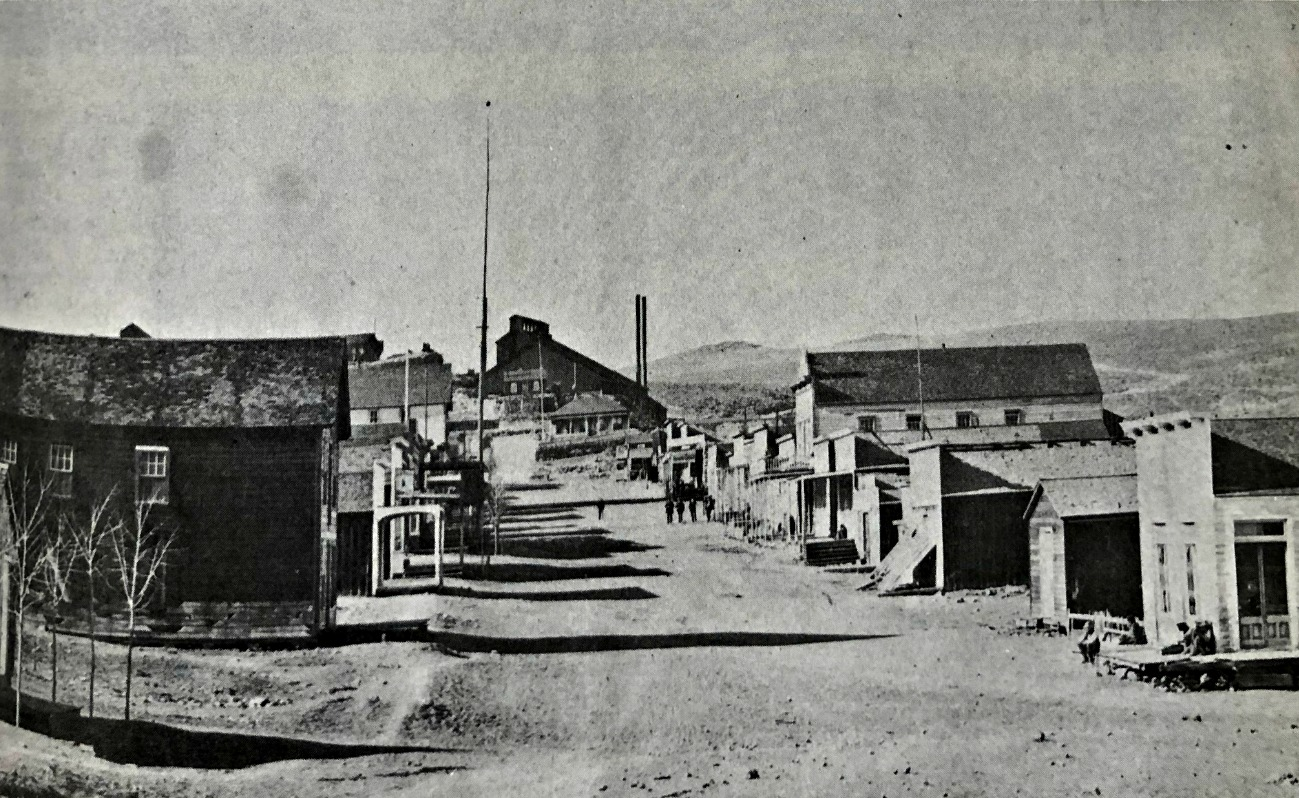
Huvudgatan, ca 1880.